# Médecine hospitalière polyvalente
 (octobre 2024).
La médecine hospitalière polyvalente ou médecine polyvalente est une spécialité médicale. Elle existe dans certains pays en tant que branche de la médecine de famille ou de la médecine interne. Elle s'occupe des soins aux patients hospitalisés dans des services de médecine polyvalente.

## Spécialisation
En France, elle n'est pas directement accessible après le concours de l'internat, mais via des diplômes supplémentaires,.